# Лащин (Лодзинське воєводство)
Лащин (пол. Łaszczyn) — село в Польщі, у гміні Цельондз Равського повіту Лодзинського воєводства.
Населення — 223 особи (2011).
У 1975-1998 роках село належало до Скерневицького воєводства.

## Демографія
Демографічна структура станом на 31 березня 2011 року:
|          | Загалом | Допрацездатний вік | Працездатний вік | Постпрацездатний вік |
| -------- | ------- | ------------------ | ---------------- | -------------------- |
| Чоловіки | 114     | 28                 | 72               | 14                   |
| Жінки    | 109     | 22                 | 56               | 31                   |
| Разом    | 223     | 50                 | 128              | 45                   |